# 무라노 미아
무라노 미아(邑野 みあ/邑野未亜, 1986년 7월 22일 ~ )는 일본 시가현 오쓰시에서 태어난 일본의 모델이자 배우이다.

## 작품

### TV 드라마
- 선생님 몰라요? (1998)
- 영원의 아이 (2000)
- 키쿠지로와 사키 (2001)
- 안티크~서양골동양과자점~ (2001)
- 모시치의 사건부 - 신 불가사의한 책자 (2002)
- 양키 모교로 돌아오다 (2003)
- Stand Up!! (2003)
- 이혼변호사 (2004)
- 케이지로 툇마루 일기 2 (2005)

### 영화
- 가라오케 (1998)
- 토미에 리버스 (2001)
- 툇마루의 개 (2001)
- 마코토 (2005)